# Esa de Bernícia
Esa de Bernícia (c. 500 - c. 520.) va ser un rei semihistòric de Bernicia. S'esmenta a la Crònica Anglosaxona (escrita l'any 547) com a avi d'Ida, primer rei històric de Bernicia. Era fill d'Ingwi (o Ingui) i pare d'Eoppa.